# Turning Stone Casino Classic XXV
Das Turning Stone Casino Classic XXV war ein 9-Ball-Poolbillardturnier, das vom 7. bis 10. Januar 2016 im Turning Stone Casino in Verona im Oneida County in New York stattfand und Teil der Joss Northeast Tour war.
Das Turnier wurde im Doppel-K.-o.-System ausgespielt. Das Ausspielziel waren neun Partien in der Vorrunde und 13 Partien im Finale.
Der Finne Mika Immonen gewann das Turnier durch einen 13:2-Sieg im Finale gegen den Kanadier Erik Hjorleifson. Titelverteidiger Jayson Shaw belegte den siebten Platz.

## Rangliste
Im Folgenden sind die 32 bestplatzierten Spieler angegeben.
| Platz | Spieler          |
| ----- | ---------------- |
| 1     | Mika Immonen     |
| 2     | Erik Hjorleifson |
| 3     | Óscar Domínguez  |
| 4     | Rodney Morris    |
| 5     | Shaun Wilkie     |
| 5     | Cheng Yu-hsuan   |
| 7     | Jayson Shaw      |
| 7     | Hunter Lombardo  |
| 9     | Dennis Hatch     |
| 9     | Joey Cicero      |
| 9     | Mario Morra      |
| 9     | Mike Dechaine    |
| 13    | Johnny Archer    |
| 13    | Danny Hewitt     |
| 13    | Luc Salvas       |
| 13    | Ko Pin-yi        |

| Platz | Spieler           |
| ----- | ----------------- |
| 17    | Ko Ping-chung     |
| 17    | Tom D’Alfonso     |
| 17    | Brandon Shuff     |
| 17    | Mark Creamer      |
| 17    | Bucky Souvanthong |
| 17    | James Adams       |
| 17    | Sylvain Grenier   |
| 17    | Ernesto Domínguez |
| 25    | Jean Therriault   |
| 25    | Hendrik Drost     |
| 25    | Jennifer Barretta |
| 25    | Kyle Pepin        |
| 25    | Karen Corr        |
| 25    | Alain Parent      |
| 25    | Jeremy Sossei     |
| 25    | Ron Casanzio      |